# Sabacon chomolongmae
Espèce
Sabacon chomolongmae est une espèce d'opilions dyspnois de la famille des Sabaconidae.

## Distribution
Cette espèce est endémique de la province de Koshi au Népal. Elle se rencontre dans les districts de Solukhumbu, de Sankhuwasabha, de Taplejung et de Panchthar.

## Description
Les mâles mesurent de 2,5 à 2,6 mm et les femelles de 2,5 à 3,0 mm.

## Systématique et taxinomie
Cette espèce a été décrite par Martens en 1972.

## Étymologie
Son nom d'espèce lui a été donné en référence au lieu de sa découverte, le Chomolungma.

## Publication originale
- Martens, 1972 : « Opiliones aus dem Nepal-Himalaya. I. Das Genus Sabacon Simon (Arachnida: Ischyropsalididae). » Senckenbergiana biologica, vol. 53, no 3/4, p. 307–323.